# Idotea spasskii
Idotea spasskii är en kräftdjursart som beskrevs av Gurjanova 1950. Idotea spasskii ingår i släktet Idotea och familjen tånglöss. Inga underarter finns listade i Catalogue of Life.